# Ignacio Ramonet
Ignacio Ramonet (Redondela, Pontevedra, 5 de mayo de 1943) es un periodista español catedrático de teoría de la comunicación establecido en Francia. Es una de las figuras principales del movimiento altermundista.Es consejero editorial del canal TeleSur.

## Biografía
Nacido en 1943 en Redondela (Galicia; España) Ramonet creció en Tánger donde sus padres, republicanos españoles que huían de Franco, se instalaron en 1946. Estudió en la Universidad de Burdeos y regresó a Marruecos. En 1972 se trasladó a París, para enseñar en la Universidad Paris-VII y se inició como periodista y crítico cinematográfico.
Es doctor en Semiología e Historia de la Cultura por la École des Hautes Études en Sciences Sociales (EHESS) de París, y catedrático emérito de Teoría de la Comunicación en la Universidad Denis-Diderot (París-VII).
Especialista en geopolítica y estrategia internacional y consultor de la ONU, actualmente imparte clases en la Sorbona de París. Desde 1990 hasta 2008 fue director de la publicación mensual Le Monde Diplomatique y la bimestral Manière de voir (Manera de ver). Actualmente es director de Le Monde diplomatique en español.
Es cofundador de la organización no gubernamental Media Watch Global (Observatorio Internacional de los Medios de Comunicación) de la que es presidente. Es consejero editorial del Canal TeleSur, Caracas, Venezuela.
Un editorial de él publicado en Le Monde Diplomatique en diciembre de 1997 dio lugar a la creación de ATTAC, cuya labor se dedicó originalmente a la defensa de la tasa Tobin. En la actualidad ATTAC se dedica a la defensa de una gran variedad de causas de la izquierda política y tiene como presidente de honor a Ignacio Ramonet. Fue también uno de los promotores del Foro Social Mundial de Porto Alegre del que propuso el lema: «Otro mundo es posible». Ponente en el Congreso Hispanoamericano de Prensa 2016, realizado en República Dominicana.
Es doctor honoris causa de la Universidad de Santiago de Compostela, de la Universidad Nacional de Córdoba, de la Universidad Nacional de Rosario, de la Universidad de La Habana y de la Universidad de Santo Domingo.

## Obra
Es autor de varios libros, la mayoría traducidos a diversas lenguas, entre los que destacan:
- La Golosina visual, (1985 y 2000)
- Cómo nos venden la moto, (con Noam Chomsky; 1995)
- Il Pensiero Unico (con Fabio Giovannini y Giovanna Ricoveri; 1996)
- Nouveaux pouvoirs, nouveaux maîtres du monde (1996)
- Télévision et pouvoirs (1996)
- Un Mundo sin rumbo (1997)
- Internet, el mundo que viene (1998)
- Rebeldes, dioses y excluidos (con Mariano Aguirre; 1998)
- La tiranía de la comunicación (1999)
- Géopolitique du Chaos (1999)
- Geopolitica i comunicació de final de mil-lenni (2000)
- Propagandas silenciosas (2001)
- Guerras del Siglo XXI (2002)
- La Post-Television(2002)
- Abécédaire partiel et partial de la mondialisation, (con Ramón Chao y Wozniak; 2003)
- Irak, historia de un desastre (2004)
- ¿Qué es la globalización? 2004 (con Jean Ziegler, Joseph Stiglitz, Ha-Joon Chang, René Passet y Serge Halimi)
- Fidel Castro: biografía a dos voces o Cien horas con Fidel (2006)
- La catástrofe perfecta (Le Krach Parfait) (2009)
- La explosión del periodismo (L´Explosion du journalisme) (2011)
- París Rebelde. Guía política y turística de una ciudad 2013 (con Ramón Chao )
- Hugo Chávez. Mi primera vida (2013)
- La explosión del periodismo (2016)
- El Imperio de la vigilancia (2017)
- La era del conspiracionismo. Trump, el culto a la mentira y el asalto al capitolio (2022)

## Distinciones
Ha sido galardonado en numerosas ocasiones y ha recibido, en particular, las siguientes distinciones:
- Premio Liber’Press al mejor periodista del año, Gerona, España, 1999

- Premio "Colombe d'Oro" al mejor periodista extranjero defensor de la Paz, Roma, Italia, 2000

- Premio al mejor periodista defensor de los derechos humanos, La Coruña, España, 2000

- Premio de la Comunicación cultural Norte-Sur, Rabat, Marruecos, 2003

- Premio Rodolfo Walsh por su trayectoria periodística, Universidad de La Plata, Argentina, 2003

- Premio Turia de periodismo y comunicación, Valencia, España, 2004

- Premio Mediterráneo de la comunicación, Nápoles, Italia, 2005

- Premio José Couso de la Libertad de la Prensa, Colegio de Periodistas de Galicia, España, 2006

- Premio Internacional de la Libertad de Prensa, otorgado por el diario de lengua árabe El Khabar (el de mayor circulación en Argelia), Argel, 2007

- Premio Ciudad de Córdoba a la Comunicación Solidaria, Córdoba, España, 2008

- Premio Libertador Bernardo O'Higgins por su constante aporte a una mejor comprensión de las relaciones sociales, políticas, económicas y culturales entre las sociedades contemporaneas, Santiago de Chile, Chile, 2009

- Premio Antonio Asensio de Periodismo por su lucha constante por un mundo más justo y más libre, Barcelona, España, 2010

- Premio FAO España por su labor como periodista, porque su trayectoria profesional ha favorecido una mayor y mejor percepción de la sociedad hacia la problemática del hambre. Madrid, España, 2012

- Premio Internacional Fundación Comín por su rigor, lucidez y valentía en el ejercicio de su profesión como periodista y por su compromiso y testimonio de lucha por la justicia social. Barcelona, España, 2013

- Miembro de Honor de la UNEAC (Unión de Escritores y Artistas de Cuba), La Habana, Cuba, 2014

- Medalla de Oro del Senado francés por su acción en favor del acercamiento entre Francia y América Latina. París, Francia, 2014

- Medalla Felix Elmuza otorgada por la Unión de Periodistas de Cuba (UPEC). La Habana, Cuba, 2017

- Premio Latinoamericano y Caribeño de ciencias sociales CLACSO 2018 por su destacada trayectoria académica y sus aportes para la investigación y el desarrollo de las ciencias sociales en América Latina y el Caribe. Buenos Aires, Argentina, 2018

- Reconocimiento (Proclamation) por sus análisis en los medios de comunicación en favor de las Comunidades latinas otorgado por la Ciudad de Nueva York, Estados Unidos, 2019

- El Senado y la Cámara de Representantes de los Estados Unidos le otorgan sendos Reconocimientos (Proclamation) por sus extraordinarios aportes como escritor, catedrático, periodista y crítico, Washington, Estados Unidos, 2019

- Orden José Martí, otorgada por la Sociedad Nacional Honoraria Hispánica Sigma Delta Pi, en el centenario de su fundación, como sincero hispanófilo y declarado paladín de la cultura hispánica. St John’s University, Nueva York, Estados Unidos, 2019

- Hijo predilecto de la humanidad título otorgado, en la sede de la Organización de las Naciones Unidas (ONU), por el Congreso Hispanoamericano de Prensa, el Congreso Mundial de Universidades y el International Congress University of Media –con el apoyo de la CEPAL (Comisión Económica Para América Latina), la Columbia University y el Lehman College-,en reconocimiento por su labor científica y su ejemplar trayectoria, tanto en el mundo profesional y periodístico como en el personal. Igual que por sus valiosos servicios y aportes prestados a la humanidad, ejercidos con generosa dedicación en el campo de la ciencia, la política y la cultura. Nueva York, Estados Unidos, 2019